# Alessandro De Minicis
Alessandro De Minicis, né le 4 août 1963 à Cagliari, est un ancien joueur de tennis professionnel italien.

## Carrière
Il a atteint trois finales d'un tournoi ATP, une en simple à Florence en 1987 et deux en double à Saint-Vincent en 1987 et 1989.
En tournois Challenger, il a atteint deux finales en simple à Benin City en 1984 et Vienne en 1985 et remporté 3 titres en double à Tampere en 1985, Pescara en 1988 et Parioli en 1989.

## Palmarès

### Finale en simple messieurs
| No | Date       | Nom et lieu du tournoi                  | Catégorie | Dotation | Surface      | Vainqueur        | Score    |  |
| -- | ---------- | --------------------------------------- | --------- | -------- | ------------ | ---------------- | -------- |  |
| 1  | 18-05-1987 | Tournoi de tennis de Florence, Florence |           | 89 400 $ | Terre (ext.) | Andrei Chesnokov | 6-1, 6-3 |  |

### Finales en double messieurs
| No | Date       | Nom et lieu du tournoi                                      | Catégorie | Dotation  | Surface      | Vainqueurs                      | Partenaire     | Score    |  |
| -- | ---------- | ----------------------------------------------------------- | --------- | --------- | ------------ | ------------------------------- | -------------- | -------- |  |
| 1  | 10-08-1987 | Campionati Internazionali della Valle d'Aosta Saint-Vincent |           | 100 000 $ | Terre (ext.) | Charles Bud Cox Michael Fancutt | Massimo Cierro | 6-3, 6-4 |  |
| 2  | 14-08-1989 | Campionati Internazionali della Valle d'Aosta Saint-Vincent |           | 125 000 $ | Terre (ext.) | Josef Čihák Cyril Suk           | Massimo Cierro | 6-4, 6-2 |  |